# 棠无咎
棠无咎（？—前546年），中国春秋时期齐国棠公和棠姜的儿子。 
棠公死后，崔杼在吊唁棠公时发现棠姜（东郭姜）美貌，要娶她为妻。东郭姜的弟弟东郭偃因为崔杼也姓姜，是齐丁公的后代，表示过反对。但是崔杼还是娶东郭姜为妻，东郭偃和棠无咎也成为崔氏的家臣。前548年，齐庄公与棠姜私通，被崔杼杀死，另立齐景公。东郭姜生的儿子崔明，崔杼立他为继承人。前546年，崔杼前妻之子崔成、崔彊想要崔邑，崔杼答应了，东郭姜的兄弟东郭偃和棠无咎不同意，认为崔邑应该归崔氏宗主。在庆封怂恿下，九月庚辰，崔成、崔彊在崔氏之朝廷杀死棠无咎、东郭偃。庆封再杀崔成、崔彊，东郭姜自杀。崔杼见家破人亡，也绝望自杀。崔明逃到鲁国。